# Руфий Генадий Проб Орест
Вижте пояснителната страница за други личности с името Проб.
Руфий Генадий Проб Орест (на латински: Rufius Gennadius Probus Orestes) е римски patricius и консул през 530 г.
Той е син на Руфий Магн Фауст Авиен (консул 502 г.) и по времето на остготския крал Аталарих през 530 г. става консул заедно с Флавий Лампадий.
Когато остготския крал Тотила завладява Рим, той се скрива на 17 декември 546 г. с други патриции в старата базилика Свети Петър. Орест и други сенатори са закарани от Тотила в Южна Италия. При победата при Ахеронтис на границата между Лукания и Калабрия той среща през лятото 547 г. византийския генерал Йоан и е изпратен с другите, намиращи се там сенатори, в Сицилия.